# Philippe Parant
Philippe Parant, né le 8 avril 1932 à Besançon, et  mort le 15 septembre 2014 à Aumeville-Lestre, est un haut fonctionnaire français.

## Biographie
Après des études au collège Notre-Dame-du-Mont-Roland à Dole, puis au lycée Louis-le-Grand, Parant intègre la faculté de droit de Paris. Sa licence en droit obtenue, il devient élève à École nationale de la France d'outre-mer en octobre 1953,.
Il est directeur de la direction de la surveillance du territoire de 1993 à 1997. Il a capturé le terroriste Carlos (Ilich Ramírez Sánchez) à Khartoum (Soudan) le 14 août 1994.
De 1961 à 1969, il est conseiller de Félix Houphouët-Boigny, président de la République de Côte d'Ivoire.
Il est ensuite préfet de Saint-Pierre-et-Miquelon de 1982 à 1983, secrétaire général de la direction générale de la Sécurité extérieure de 1983 à 1986, préfet de l'Yonne de 1986 à 1987, préfet du Morbihan de 1988 à 1992, et préfet de la Seine-Saint-Denis de 1992 à 1993.
La retraite venue, à la fin des années 1990, il se retire à Aumeville-Lestre (Manche), où il décède à 82 ans, d'une crise cardiaque.